# 中国航空母舰建造计划

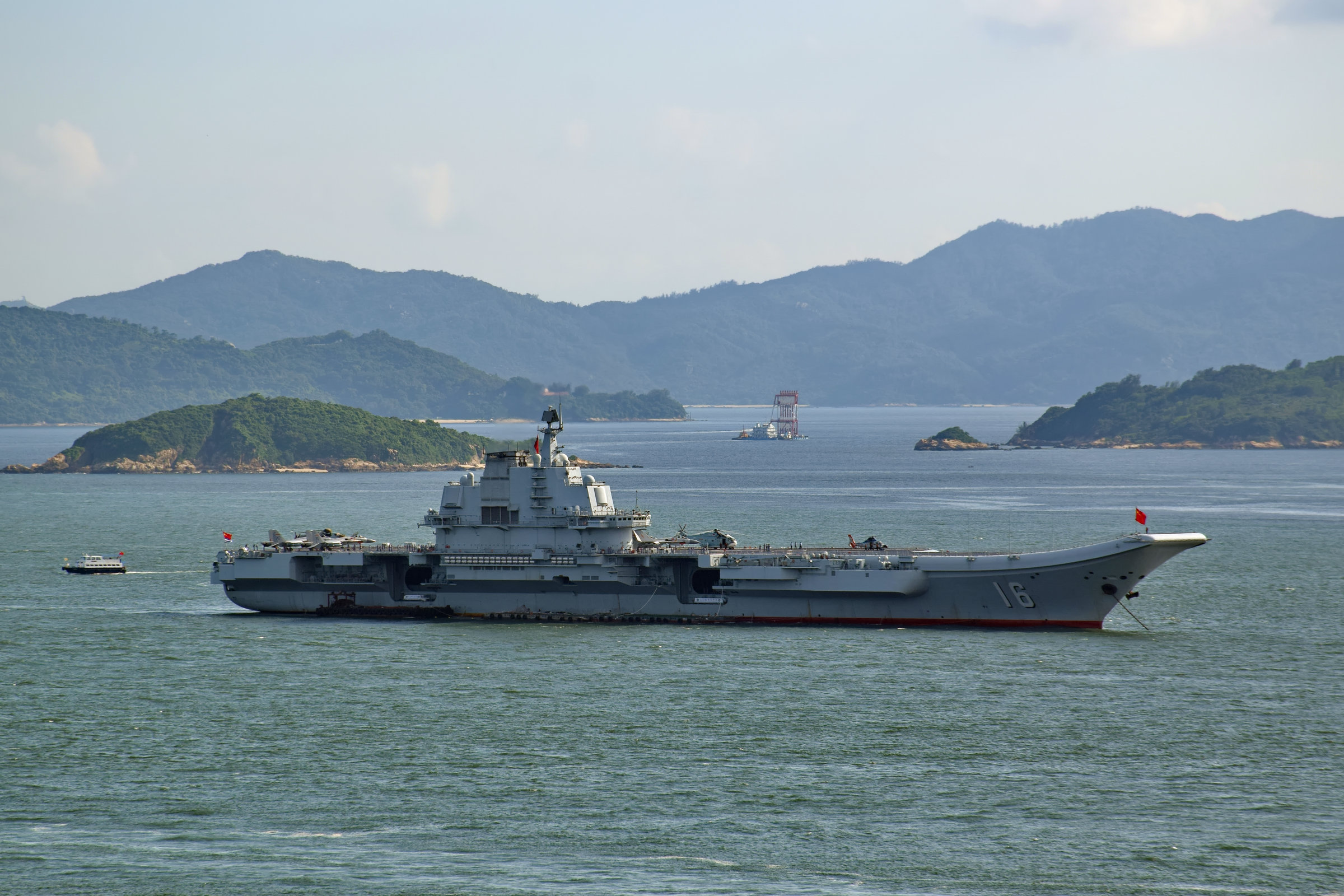
停泊於香港水域的遼寧號航空母艦，是中华人民共和国首艘服役的航空母舰。

本条目介绍中国目前和历史上的航空母舰建造计划，主要为中华人民共和国为中国人民解放军海军的蓝水海军计划建造航空母舰的背景和规划。目前，中华人民共和国共有2艘航母在役、1艘航母下水，另有一艘在策划之中。

## 历史

### 早期规划
自1970年代起，中国人民解放军海军即有建造一支蓝水海军的计划。
1969年，基于国务院安排，海军成立造船工业领导小组办公室负责国防造船工业，刘华清任主任。
1970年春季，刘华清受解放军海军党委指派，组织航空母舰专题论证，并于1970年5月16日完成题为《关于建造航母问题的初步意见》的报告。十日后，刘华清主持召开的航空母舰论证工作座谈会中确定了航空母舰型号方案，计划含护航航母、反潜航母，重点为护航航母和舰载机，航空母舰研制代号定名707工程。1970年9月28日，海军的专题办公会议中计划1972年底前完成科研设计，1973年开工建造，四五时期首艘航空母舰建成下水。但因发生九一三事件，航母工程中止。
在1975年、1984年、1986年等多个时间点，刘华清曾谏言中国应建造航空母舰。
1980年5月，中国人民解放军副总参谋长刘华清率团访问美国时，美方安排其一行参观“小鹰”号航空母舰，这是中国人民解放军人员和中国科技人员第一次踏上航空母舰。
1987年3月31日，海军司令员刘华清向军委总部机关汇报了海军装备规划中的两大问题，即航母、核潜艇。刘华清代表海军方面设想，“七五”开始论证航母的发展，“八五”开展研究，2000年视情况上型号。这次汇报在中国人民解放军总参谋部和国防科工委机关产生一定影响。后来，国防科工委组织科研单位及海军装备系统开展了研究论证。
1987年4月，为先期培养航空母舰及其编队的指挥人才，刘华清命令海军军校部长赵国钧和干部部长傅渤海在这年秋天开办一期飞行员舰长班。1987年5月，经中央军委批准，海军决定在广州舰艇学院开办飞行员舰长班，挑选海军航空兵优秀飞行员改学水面舰艇指挥专业，培养一批高素质复合型舰长。5月11日，飞行员舰长班出现在海军司令部、海军政治部联合下发海军院校秋季招生的通知中，招收名额10人，报考条件30岁以下，大专以上学历，飞行满三年的优秀飞行员。1987年7月21日，从海军航空兵近千名飞行员中经过严格考核，挑选出李晓岩、柏耀平、杨宏、王大忠、王仲才、王玉成、马业隆、何虎、彭建林、李海龙等10人到海军广州舰艇学院，从9月1日开始学习。开学一个月后李海龙因文化基础原因，自动申请退学返回原部队，实际飞行员舰长班人数为9人。
1989年1月，航母建造工程正式立项，得名“891工程”。该工程的原则是依靠中国自身力量，自力更生发展一型中型航母。项目规划的航母是自主研制的采用蒸汽弹射的50000吨级常规动力航母。1995年，军方向中共中央政治局提出正式建造航母的报告，但是该报告与中央当时的方针不符，故被中央驳回，“891工程”就此夭折。

### 收购除役航母
从1985年开始，中国开始对除役航母进行研究学习，包括澳洲皇家海軍的墨爾本號航空母艦、蘇聯海軍的明斯克號航空母艦、基輔號航空母艦和瓦良格号。
中国造船厂从获得到的已经退役的舰体上取得了一些关于航母设计的启示。例如1985年从澳大利亚皇家海军以拆收废铁购得的墨尔本号，虽然武器和电子系统已被澳方拆除，动力系统也被焊死破坏，但飞行甲板却完好无损，蒸汽弹射器、拦阻索和光学着舰辅助系统等也都完全未动。这艘因多次发生事故而被澳方厌恶的轻型航母却为中国提供了难得的逆向工程学习资料，以至于很多年都没有被拆解。一些报道称，这艘航母直到2002年才被完全拆解。
通过一些企业，中国购买了前苏联的两艘“航空巡洋舰”明斯克号和基辅号。这些航空母舰已经成为了供游客参观的浮动游乐园。
中国也曾有些购买国外二手航母的计划。例如，中国曾打算购买法國的航空母舰克萊蒙梭。然而这一计划在1997年宣告失败。

#### 墨尔本号航空母舰

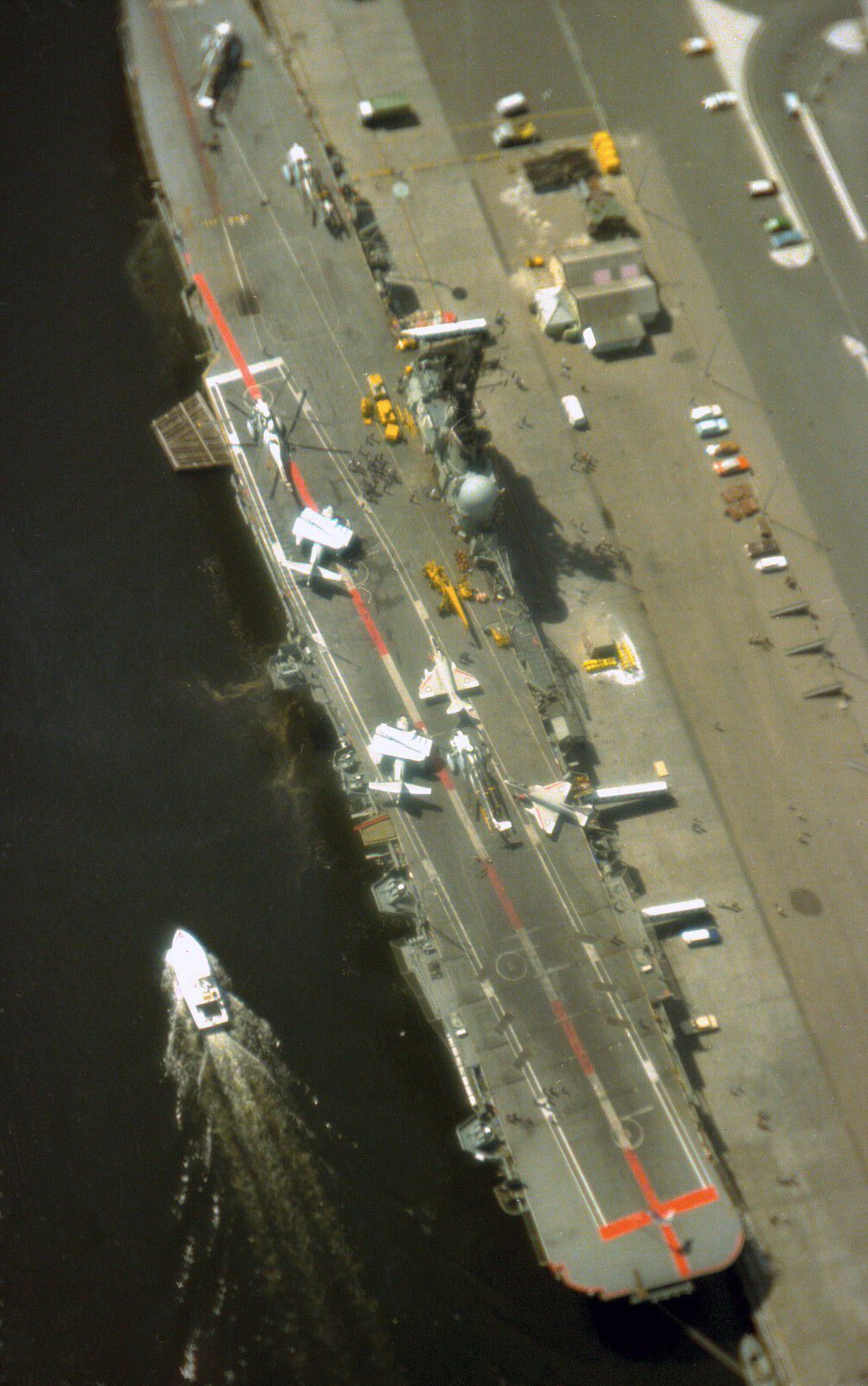
墨尔本号

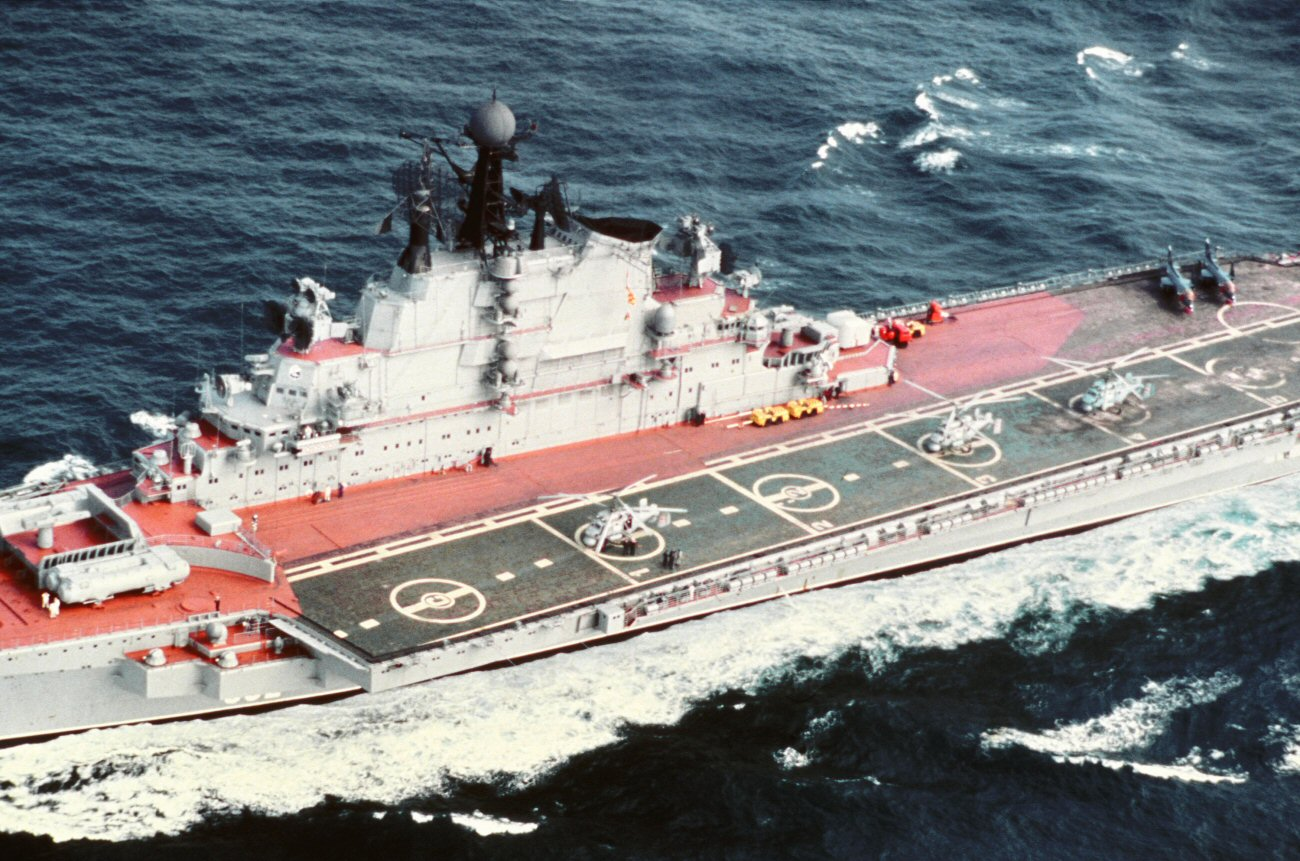
基輔號

中国采用逆向工程在陆地上建造了基于墨尔本号蒸汽弹射系统以及着陆系统的复制品。1987年4月，一架歼-8IIG战斗机在这个陆基实验平台上起飞和着陆实验。这项实验在2014年4月被官方通过CCTV-13证实。此次飞行实验的起飞和着陆实验都在同一天进行，试飞员是中国人民解放军海军航空兵飞行员李国强。这些经验也都被应用到了歼-15。

#### 基辅级航空母舰
前苏联的基辅级航空母舰（在苏联称为“航空巡洋舰”）基辅号和明斯克号被中国企业购入，但并不涉及军事用途。
基辅号航空母舰1996年被买入，放置于天津，建成为军事主题公园。2011年5月，开始进行酒店的改造工程。2011年8月，就在前-瓦良格号航母（辽宁号）进行第一次海试的几天前，基輔號航空母艦开始了它作为一栋豪华酒店的新历程——正式对外营业。航母的改造费用为960万法郎（1500万美元）。酒店的投资者们认为，中国的海军发展梦想和大众对于航母的新奇会给酒店带来收益。
1998年，中国大陆商人从韩国大宇集团买入明斯克號航空母艦，相比于基辅号，明斯克号的動力艙段被徹底破壞，只能用于非军事用途，在9月时被运至广州修整，2000年修整后，运至深圳建成为军事主题公园，2016年，由于用地纠纷的原因，被运至舟山修整一年，预计再运至南通完成迁园。但目前该计划可能已经搁浅。

### 获得设计资料
除了获得他国海军的退役航母之外，中国人民解放军海军也在积极地购买国外的航母设计资料。其中一例是曾试图从西班牙巴赞造船公司购买还在计划中的常规起降航母（23,000吨的SAC-200和25,000吨的SAC-220）的设计蓝图。1995-1996年的谈判并没有达成任何购买协议。不过，这所西班牙公司获得了数百万美元的咨询费，这或许表明该公司将一些航母的设计思想给予了中国。
在西班牙疑将相关资料交给中国之后，俄罗斯的涅夫斯卡耶设计局也在20世纪90年代末完成了满足中国要求的航母设计。但是，俄罗斯与中国双方都没有公开设计的价格。同时，两国都没有揭露关于中国对设计方案是否满意的信息。但不论如何，中国方面没有建造基于该设计的航母。受到90年代末中国工业能力的限制，盲目启动航母建造工程是不切实际的。
在购买苏联退役航母基辅号的同时，中国方面获得了一套完整的航母设计图纸。俄罗斯曾坚持中国以更高的价格来购买这套图纸。但是，两国都没有透露确切的价格。从中国政府公布的有关航母的官方资料来看，传统的、垂直/短距离起降的设计不能满足中国的要求。
在购买苏联未建造完成的航母瓦良格号的同时，中国方面得到了一套完整的航母设计图纸。这是已知的中国最近的一次购入航母设计图纸。乌克兰方面要求中国提高最初的1,800万美元的定价以额外购买完整的设计图纸。经过协商，中国方面同意追加支付200万美元。根据参加过谈判的中国使馆成员的回忆录，这套图纸先于航母抵达中国。这份常规设计给改造提供了更多的可能性。
2011年8月，有来自日本《世界艦船》雜志的孤证指出中國從俄羅斯購買了苏联解体后被乌克兰拆解的烏里揚諾夫斯克號航空母艦的設計圖紙。

## 建造

### 遼寧号航空母舰
60,000吨的瓦良格号航空母舰（库兹涅佐夫级）于1998年被一家澳门私人旅游娱乐公司购买。在当时，它的建造完成度只有70%，停泊在乌克兰。在经历漫长的拖运历程后，它抵达中国大连造船厂。此后它经历了长时间的续建改造。在被乌克兰出售前，瓦良格号上的所有军事装备已被完全拆除。在2007年就有新闻消息称，它正在被装配改造以便入列海军。
2011年8月10日，中国政府宣布瓦良格号航空母舰已经完成改装，正在进行海试。
2011年12月14日，美国数字地球公司（DigitalGlobe）宣布在完整搜索12月8日所拍摄的遥感照片时，他们发现了改造后的瓦良格号航空母舰进行海试的图像。该公司还表示他们的图像是航母处在中国黄海区域时拍摄的。航母在这里进行了5天的测试。
2012年9月，中国政府宣布改造后的航空母舰命名为“辽宁”，以改造它时所在的省份命名。2012年9月23日，辽宁舰正式入列。
2012年11月，歼-15战机首次成功降落在辽宁号上。

### 自主研发建造
2004年8月，中央批准了海军、中国船舶重工集团等单位联合向中国人民解放军总装备部、国防科工委提交的发展中国航空母舰综合论证报告，中共中央、国务院、中央军委决定续建“瓦良格”号航母，启动中国航母工程。2004年8月13日，总装备部向海军、中国船舶重工集团通报，航母工程正式启动。该工程代号“048工程”，因2004年8月启动而得名。
048工程明确了发展航母的三步走战略：第一步用10年建造2艘中型航母；第二步再用10年建造2艘大型航母；第三步视情况发展大型核动力航母。
2011年，中国人民解放军总参谋长陈炳德确认中国正在在建至少一艘航空母舰。2012年9月25日，中国第一艘航空母舰辽宁号入列，舷号为16。
早在2014年，遼寧省便已有新型國产航母在大連開工建造的消息，直至2015年12月31日，中國國防部發言人首度在例行記者會上證實並公開說明了相關細節，包含新艦艇采用常规动力装置；搭载国产舰载机采用滑跃起飞方式。並表示外形虽然和辽宁舰差不多，但内部结构不一样，甚至人员配置都会与辽宁舰不同。该型航母于2019年12月17日正式入列，命名为山东号，舷号为17。
2014年辽宁省两会期間，辽宁省相关领导参加分组讨论时透露了建造准备工作。2015年全国两会上，解放军多位高级将领向媒体口头证实中国正在建造航空母舰，并表示中国航母舰载机弹射起飞技术可比肩美国，但拒绝透露弹射器的技术细节。此外，海军原政委刘晓江称新航母将于2015年下水是不可信的传言。
2015年12月31日，中华人民共和国国防部新闻发言人杨宇军确认，中国正在建造完全自行设计的第二艘航空母舰。该航母的排水量约为5万吨级，采用常规动力装置；搭载歼-15飞机和其它型号舰载机，並採用固定翼飞机滑跃起飞方式。
2016年6月27日至29日，海军在武汉的中国人民解放军海军工程大学举行“创新驱动发展”主题实践活动。6月29日，一张海军司令员吴胜利在此次活动中亲自为海军少将、电磁弹射专家马伟明打伞的照片曝光，引起外界猜测002型航母将使用电磁弹射技术。2016年9月，在网上曝光了一张被视为中国在歼-15基础上研制的弹射起飞技术验证机的照片。2017年1月17日，新华社报道，由中国人民解放军海军总医院科研团队研发的“舰载机起降加速度试验训练系统”获得国防发明专利。但2017年2月据香港《南华早报》报道，中国第二艘国产航母仍将采用常规蒸汽弹射。
2019年12月17日，中国首艘國產航空母艦正式在海南三亞入役，命名為山東艦。至此，048工程的第一步正式完成。
海军048工程主要包括两个港口和三个机场的建设。两个港口是中国人民解放军海军青岛综合保障基地、中国人民解放军海军三亚综合保障基地，三个机场包括中国人民解放军海军舰载机综合试验训练基地以及两个综合保障基地的配套机场。

## 后续发展
根据《南华早报》2019年11月的报道，中国计划建造的第四艘航母将继续采用常规动力，因技术问题，原先计划的核动力航母被搁置。而之后2020年中旬，據《多維新聞》指出，解放軍這項有關核動力船艦裝備採購訊息是發表於中央軍委裝備发展部所屬的全軍武器裝備採購信息網上，公告時間為2020年6月23日，共新增9條採購需求與53條採購公告，其中第8條是“艦船核動力系統分析模型開發项目單一來源公示”，被指為透露中国正在建設核動力航母的資訊。報導說，全軍武器裝備採購信息網於2015年初上線，是中国軍方武器採購需求資訊的權威發布平台。大陸的專家認為，核動力技術難度高，最快也要到第5艘才會採用核動力。
中國海軍大校張旭東2019年时曾透露，003型航母採用常規動力，排水量78000噸，且使用電磁彈射器 。
2022年12月13日，中國大陸媒體報道，中國第5艘航空母艦的雛形模型亮相。該模型顯示艦島取消煙囪，暗示艦艇將使用核動力，毋須攜帶巨量燃油，容許裝載更多彈藥，提高作戰能力。此外，甲板面積明顯增加，能容納3座彈射器及3個升降機，幫助調度飛機，加快艦載機的出動速度。 。